# 克莱顿县 (佐治亚州)
克萊頓县（英語：Clayton County）是美國喬治亞州西北部的一個縣。面積374平方公里。根據美國2000年人口普查，共有人口236,517人，2005年增至267,966人。縣治瓊斯伯勒（Jonesboro）。
成立於1858年11月30日，縣名紀念聯邦眾議員奧古斯都·S·克萊頓（Augustus Smith Clayton）。